# Shellharbour
Shellharbour est une localité australienne située dans la zone d'administration locale de la ville de Shellharbour, dont elle est le siège, en Nouvelle-Galles du Sud. 

## Géographie
Située à 85 km au sud de Sydney, Shellharbour fait partie de l'agglomération de Wollongong. Ouverte sur la mer de Tasman, elle est centrée sur le petit port de plaisance de Shell Harbour et possède deux plages principales. 

## Démographie
| 2001  | 2006  | 2011  | 2016  | 2021  |
| ----- | ----- | ----- | ----- | ----- |
| 3 330 | 3 304 | 3 327 | 3 561 | 3 520 |